# الحلقة المزدوجة
الحلقة (الدورة) المزدوجة هي طريقة لفصل الدائرة الكهربية وتستخدم في تطبيقات الحماية الإكترونية خاصة أجهزة الإنذار الدخيلة الحديثة.
- تسمى بالحلقة المزدوجة لاحتوائها على دائرتين (الإنذار ومكافح التلاعب) ويتم دمجهما داخل دائرة واحدة تستخدم المقاومات .
- لقد انتشر استخدامها انتشارًا واسعًا في السنوات القليلة الماضية واستبدلت بأنظمة الدوائر المغلقة الأساسية بسبب تغير الممارسات والمعايير العالمية .

## الطريقة
- تسمح الحلقة المزدوجة لوحدة تحكم الإنذار ضد السرقة بأن تقرأ قيم مقاومات نهاية الخط لاستنتاج حالة المنطقة المحمية .
- على سبيل المثال : إذا اسُتخدَم برنامج نظام إنذار (2K) أوم كقيمة غير مشغلة للإنذار , وبالتالى سوف يعطى المكتشف الغير نشط قراءة تساوى (2K) أوم وتقوم الدائرة بتشغيل مقاومة واحدة .
- عندما يتحول المكتشف إلى حالة نشطة (مثل مفتاح الباب تم تشغيله)، يتغير مسار الدائرة ويجب عليه الآن أن يمر بمقاومة ثانية موصلة على التوالى مع المقاومة الأولى؛ وذلك يعطى قراءة مقدارها (4K) أوم وتقوم بتشغيل نظام الإنذار الدخيل .
- إذا كانت قراءة المقاومة غير معروفة بالنسبة للنظام بسبب حدوث دائرة قصر أو فتح في الدائرة، فإن نظام الإنذار سوف يعمل .